# Парни (фильм)
Парни (англ. Boys) — американский мелодраматический фильм 1996 года режиссёра Стэйси Кохрэн. В главных ролях снялись Вайнона Райдер и Лукас Хаас. В основе фильма лежит рассказ «Двадцать минут» Джеймса Солтера.

## Сюжет
Джону Бейкеру-младшему (Лукас Хаас) надоела жизнь в высшем обществе и не устраивает перспектива управляющего сетью продуктовых магазинов. Его жизнь переворачивается вверх дном, когда он спасает Пэтти Вэйр (Вайнона Райдер), потерявшую сознание. В себя Пэтти приходит в комнате Джона. Она уверила его, что медицинская помощь ей не требуется, но тут же снова теряет сознание и не приходит в себя до следующего утра. Позже между людьми начинаются романтические отношения, которые приводят к драматической конфронтации с близкими друзьями Джона Бейкера.

## В ролях
- Вайнона Райдер — Пэтти Вэйр
- Лукас Хаас — Джон Бейкер-младший
- Джон Райли — Келлогг Карри
- Крис Купер — Джон Бейкер-старший
- Джессика Харпер — Миссис Бейкер
- Джеймс Легро — Фентон Рэй
- Скит Ульрих — Бад

## Отзывы
Роджер Эберт для газеты Chicago Sun-Times написал следующее: «Парни — это как низкая арендная плата, по глупости урезанная версия Перед рассветом, заменяющая умные диалоги».

## Саундтрек
1. "She's Not There" - Cruel Sea
2. "Alright" - Cast
3. "Gotta Know Right Now" - Smoking Popes
4. "Honeysimple" - Scarce
5. "Wildwood" (Sheared Wood Mix) - Пол Уэллер
6. "Colored Water" - Orbit
7. "Sad & Beautiful World" - Sparklehorse
8. "Fading Fast" - Келли Уиллис
9. "Tell Her This" - Del Amitri
10. "If I Didn't Love You" - Squeeze
11. "Inside" - Slider
12. "Wait For The Sun" - Supergrass
13. "Belly Laugh" - Compulsion
14. "Begging You" - The Stone Roses
15. "Evade Chums" - Стюарт Коупленд